# Seznam nejlehčích hvězd
Toto je seznam nejlehčích známých hvězd a substelárních objektů. Seznam je řazen podle hmotnosti v násobcích hmotnosti Slunce a hmotnosti Jupiteru. Obsahuje hnědé trpaslíky a červené trpaslíky, což jsou nejlehčí typy hvězd a substelárních objektů známých ve vesmíru.
| Jméno hvězdy           | Hmotnost (M☉) | Hmotnost (MJ) |
| ---------------------- | ------------- | ------------- |
| Jupiter (pro srovnání) | 0.00096       | 1             |
| Hnědí trpaslíci        |               |               |
| OTS 44                 | 0.013         | 15            |
| Gliese 229             | 0.021         | 25            |
| 2M1207                 | 0.021         | 25            |
| Epsilon Indi BB        | 0.024         | 28            |
| HD 98230B              | 0.037         | 39            |
| Teide 1                | 0.041         | 43            |
| Epsilon Indi BA        | 0.045         | 47            |
| Červení trpaslíci      |               |               |
| Wolf 424B              | 0.050         | 52            |
| Gliese 570D            | 0.050         | 52            |
| Gliese 229A            | 0.053         | 55            |
| LP 944-20              | 0.056         | 58            |
| 2MASS 0415-0935        | 0.060         | 63            |
| Wolf 424A              | 0.060         | 63            |
| DENIS 1048-39          | 0.065         | 68            |
| 2MASS 1835+3259        | 0.070         | 75            |
| DENIS 0255-4700        | 0.070         | 75            |
| V1581 Cygni C          | 0.074         | 79            |
| 2MASS 0532+8246        | 0.077         | 81            |
| LHS 3003 (GJ 3877)     | 0.077         | 81            |
| Gliese 165B            | 0.080         | 84            |
| Gliese 623B            | 0.080         | 84            |
| LHS 1070B              | 0.080         | 84            |
| LHS 1070C              | 0.080         | 84            |
| Ross 614B              | 0.080         | 84            |
| Teegardenova hvězda    | 0.080         | 84            |
| Wolf 1055B             | 0.080         | 84            |
| Gl 105C                | 0.082         | 86            |
| LHS 292                | 0.083         | 87            |
| LP 731-58              | 0.083         | 87            |
| DX Cancri              | 0.087         | 91            |
| Van Briesboeck 8       | 0.088         | 92            |
| AB Doradus C           | 0.089         | 93            |
| OGLE-TR-122            | 0.091         | 96            |
| Wolf 359               | 0.1           | 105           |
| Pro srovnání           |               |               |
| Slunce                 | 1             | 1042          |